# HD 190647
HD 190647 é uma estrela na constelação de Sagittarius. Tem uma magnitude aparente visual de 7,78, sendo invisível a olho nu. Com base em sua paralaxe de 18,33 mas, medida pela sonda Gaia, está localizada a uma distância de 178 anos-luz (54,6 parsecs) da Terra.
HD 190647 tem um tipo espectral de G5V, o que indica que é uma estrela de classe G da sequência principal similar ao Sol. Com uma idade estimada de 8,7 bilhões de anos, esta estrela é um pouco evoluída, o que é evidenciado por sua alta luminosidade e baixa gravidade. Apesar de ser mais fria que o Sol com uma temperatura efetiva de 5 630 K, HD 190647 tem uma massa maior de 1,07 vezes a massa solar, um raio de 1,56 vezes o raio solar e está brilhando com 2,19 vezes a luminosidade solar. Possui uma alta abundância de elementos além de hidrogênio e hélio, a metalicidade, com uma abundância de ferro 74% maior que a solar.
Em 2007, foi publicada a descoberta pelo método da velocidade radial de um planeta extrassolar ao redor de HD 190647. A estrela foi observada 21 vezes pelo espectrógrafo HARPS entre agosto de 2003 e setembro de 2006, revelando variações na sua velocidade radial consistentes com a presença de um corpo em órbita. O planeta é um gigante gasoso com uma massa mínima de 1,9 vezes a massa de Júpiter. Sua órbita tem um período de 1038 dias, semieixo maior de 2,1 UA e uma excentricidade de 0,18.
| Planeta | Massa           | Semieixo maior (UA) | Período orbital (dias) | Excentricidade |
| ------- | --------------- | ------------------- | ---------------------- | -------------- |
| b       | >1,90 ± 0,06 MJ | 2,07 ± 0,06         | 1038,1 ± 4,9           | 0,18 ± 0,02    |